# NGC 5511
NGC 5511 (ook: NGC 5511B) is een spiraalvormig sterrenstelsel in het sterrenbeeld Ossenhoeder. Het hemelobject werd op 5 mei 1883 ontdekt door de Amerikaanse astronoom George Washington Hough.

## Synoniemen
- MCG 2-36-50
- ZWG 74.141
- VV 299
- 8ZW 381
- PGC 50771